# Corró d'Amunt
Corró d'Amunt és un poble del municipi de Les Franqueses del Vallès (Vallès Oriental). Amb una població de 447 habitants (2024), està situat vora la riera de Corró, que forma un corredor que enllaça amb Corró d'Avall.
Trobem esmentat per primer cop aquest municipi amb el nom de Corrone l'any 984, amb la primera referencia a Corrone Superiore l'any 1008. Apareix també sota aquest nom en una venda de terres el 1024 per part del comte de Barcelona, Berenguer Ramon I.
La seva església parroquial de Sant Mamet està documentada des de 1088; una mica més tard, dins els límits de l'actual població, el monestir de Sant Cugat posseïa béns gràcies a una butlla de Calixt II, del 1120.

## Elements patrimonials
A Corró d'Amunt, a més del patrimoni cataloga s'ha conservat multitud de senzilles construccions d'obra civil que denoten el caràcter rural de la zona. Es poden trobar cabanes, pous, basses, etc., entre els quals cal destacar:
- Pou de glaç de Can Camp amb una estructura de pedra d'uns 7 m de diàmetre, amb el sostre esfondrat.[6]
- Els safaretjos de Can Bruguera i Can Viure fets de maó i pedra.[6]
- Els sifons de les canalitzacions d'aigua per salvar desnivells, com el que hi ha a la carretera davant de can Bruguera.[6]

Informació actualitzada per un bot. Els canvis manuals es perdran quan s'actualitzi!
| imatge | Nom                 | Ubicat a      | instància de    | Elevació s.n.m. en m | estat de conservació | coordenades                                        | Protecció                                  | Commons (més fotos)                             | Dades a WD                    |
| ------ | ------------------- | ------------- | --------------- | -------------------- | -------------------- | -------------------------------------------------- | ------------------------------------------ | ----------------------------------------------- | ----------------------------- |
|        | Can Camp            | Corró d'Amunt | masia           |                      |                      | 41° 40′ 13″ N, 2° 19′ 46″ E / 41.67025°N,2.32933°E | bé integrant del patrimoni cultural català | Can Camp (les Franqueses del Vallès)            | Modifica les dades a Wikidata |
|        | Can Cot             | Corró d'Amunt | masia           |                      |                      | 41° 39′ 45″ N, 2° 19′ 19″ E / 41.66256°N,2.32198°E | bé integrant del patrimoni cultural català | Can Cot (les Franqueses del Vallès)             | Modifica les dades a Wikidata |
|        | Can Marí            | Corró d'Amunt | masia           |                      |                      | 41° 39′ 31″ N, 2° 19′ 47″ E / 41.65873°N,2.32972°E | bé integrant del patrimoni cultural català | Can Marí (les Franqueses del Vallès)            | Modifica les dades a Wikidata |
|        | Can Riera           | Corró d'Amunt | masia           |                      |                      | 41° 39′ 37″ N, 2° 19′ 40″ E / 41.66027°N,2.32788°E | bé integrant del patrimoni cultural català | Can Riera (les Franqueses del Vallès)           | Modifica les dades a Wikidata |
|        | Can Suquet          | Corró d'Amunt | masia           |                      |                      | 41° 40′ 18″ N, 2° 20′ 10″ E / 41.67179°N,2.33607°E | bé integrant del patrimoni cultural català |                                                 | Modifica les dades a Wikidata |
|        | Can Viure           | Corró d'Amunt | masia           |                      |                      | 41° 39′ 30″ N, 2° 19′ 24″ E / 41.6582°N,2.32329°E  | bé integrant del patrimoni cultural català | Can Viure                                       | Modifica les dades a Wikidata |
|        | Mare de Déu del Pla | Corró d'Amunt | església ermita |                      |                      | 41° 39′ 31″ N, 2° 19′ 24″ E / 41.6585°N,2.32346°E  | bé integrant del patrimoni cultural català | Mare de Déu del Pla (les Franqueses del Vallès) | Modifica les dades a Wikidata |